# José Samuel Martínez Lorente
José Samuel Martínez Lorente (nacido el 15 de abril de 1994 en Aspe, Alicante, España), más conocido como Samu Martínez, es un futbolista profesional español que juega en Lorca FC, de la Segunda División B de España como centrocampista.

## Trayectoria
El jugador se formó en la cantera del Elche CF, en 2014 debutó en Primera División ante el Sevilla FC, en la última e intrascendente jornada de la temporada 2013-14.
Al comienzo de la temporada 2015-16, disputa cinco partidos, aunque solo uno como titular.
En el mercado de invierno, es cedido al Club de Futbol Reus Deportiu, tras renovar con el club ilicitano hasta 2017.

## Clubes
| Club                         | País   | Año       | PJ | G |
| ---------------------------- | ------ | --------- | -- | - |
| Elche Ilicitano CF           | España | 2012-2015 | 87 | 8 |
| Elche CF                     | España | 2015      | 7  | 0 |
| Club de Futbol Reus Deportiu | España | 2016      | 5  | 0 |
| Lorca FC                     | España | 2016      |    |   |